# Покровский, Георгий Фёдорович
Гео́ргий Фёдорович Покро́вский (1 июня 1916, Симферополь — 5 мая 2005, Москва) — советский военный деятель, полковник, Герой Советского Союза.

## Карьера
Военнослужащим стал в 1935 году. С первых дней Великой Отечественной войны находился на её фронтах. Был начальником штаба стрелкового полка. Попав в окружение, в тылу врага активно занимался организацией партизанских отрядов, участвовал в боях против оккупантов в Брянской, Орловской, Киевской, Минской и других областях.
В сентябре 1941 года, когда полк вёл тяжёлые оборонительные бои в районе Брянска, Георгий Федорович с частью подразделений полка оказался отрезанным от основных сил дивизии. Опытный кадровый офицер Покровский из оставшихся в окружении бойцов и местных жителей организовал сначала партизанский отряд, а затем боеспособную партизанскую бригаду. К началу 1942 года в её состав входило свыше 1500 бойцов.
Кроме того, за этот период на участке железной дороги Брянск-Гомель бригада подполковника Г. Ф. Покровского пустила под откос 25 воинских эшелонов с живой силой и техникой, где погибло до двух тысяч немецких солдат и офицеров.

## В тылу врага
Немецкое командование решило уничтожить все партизанские отряды. К сентябрю 1942 года немцы организовали генеральный «прочёс» леса. На партизан начали наступать намного превосходящие силы гитлеровцев. «Прочёс» производился с авиаразведкой и артиллерийским огнём. Немцы шли в сопровождении танков и мотоциклистов. Искусно маневрируя в лесном массиве, партизаны умело и мужественно вели бои. В них Г. Ф. Покровский показал незаурядные способности командира. «Прочёс» лесов Брянщины не принёс немцам успеха. Партизаны продолжали громить врага.
В январе 1943 года Георгий Фёдорович стал заместителем командира объединенных партизанских бригад западных районов Орловской области. Он провёл большую работу по укреплению боеспособности бригад, отрядов и групп, по оснащению их вооружением. В течение двух месяцев сумел организовать и укомплектовать артиллерийский партизанский полк. Оружие и другое оснащение добывались в боях.
По заданию Ставки Верховного Главнокомандования в марте 1943 года Георгий Фёдорович тщательно разработал боевую операцию по захвату и уничтожению Выгонического железнодорожного моста через Десну. По этому мосту нескончаемым потоком шли на фронт немецкие воинские эшелоны, техника и боеприпасы. В ночь на 8 марта партизаны взорвали мост и уничтожили более тысячи вражеских солдат и офицеров. На целые полтора месяца приостановили движение поездов. Это способствовало успешным действиям советских войск в прилегающих районах. Рос боевой счёт славных дел Георгия Покровского. И вот новое боевое задание. По приказу начальника Центрального штаба партизанского движения Г. Ф. Покровский был переброшен на самолёте в северные районы Киевской области. Там он стал во главе партизанского соединения имени В. И. Чапаева.
В сентябре началось успешное наступление войск 1-го Украинского фронта. И подполковник Покровский получил боевой приказ — захватить плацдарм на реке Припять. После тщательной подготовки партизаны с честью выполнили трудное задание. Под командованием Г. Ф. Покровского народные мстители неожиданно для врага решительно перешли в наступление, захватили районный центр Новошепелевичи и 15 других населённых пунктов. Плацдарм на Припяти был создан. Отбивая атаки врага, нападая на его части и подразделения, партизаны помогли наступающему 15-му стрелковому корпусу переправиться через реку.
В феврале Георгия Фёдоровича перебросили в северные районы Минской области. Здесь он стал во главе партизанской бригады «Народные мстители». Бригада развивала активную деятельность. Лишь за пять месяцев под откос было пущено более 30 воинских эшелонов с войсками гитлеровцев и боевой техникой, взорвано 146 мостов на шоссейных и грунтовых дорогах, уничтожено 188 автомашин, около 2000 солдат и офицеров.
Весной 1944 года немецкое командование блокировало партизанские отряды Борисовской зоны. В кольце оказалась и бригада Г. Ф. Покровского. Более полумесяца партизаны вели бои с превосходящими силами противника, нанося ему большой урон. Георгий Фёдорович вывел из окружения бригаду в полном составе, сохранив боеспособность. Вскоре, взаимодействуя с наступающими советскими войсками, партизанская бригада помогла освободить от немецких войск города Вилейку, Молодечно, Сморгонь.
За образцовое выполнение боевых заданий командования, за особые заслуги в партизанском движении указом Президиума Верховного Совета СССР от 15 августа 1944 года Георгию Федоровичу Покровскому присвоено звание Герой Советского Союза.

Вспоминая партизанские дни, полковник в отставке Г. Ф. Покровский напишет: 

«В жизни каждого человека бывают события, которые надолго остаются в памяти и о которых он не может вспоминать без глубокого волнения. Для меня таким событием явилась поездка из брянских лесов в столицу нашей Родины — Москву в августе 1942 года. Расставаясь со столицей, мы, партизаны, окрылённые вниманием, заботой и доверием Советского правительства, чувствовали себя сильнее, чем раньше. Партизанская война в тылу врага разгоралась с большей силой».

После войны Г. Ф. Покровский продолжал службу в армии. В 1948 году окончил Военную академию имени М. В. Фрунзе, а в 1955 году — Военную академию Генерального штаба. С 1964 года полковник Г. Ф. Покровский в запасе. Работал в министерстве внешней торговли СССР. Жил в Москве. Написал книгу «В тылу врага», где он описывает партизанские дни Великой Отечественной войны. Умер 4 июня 2002 года. Похоронен на Троекуровском кладбище в Москве.

## Награды
- Медаль "Золотая Звезда,
- два ордена Ленина,
- три ордена Красного Знамени,
- орден Красной Звезды,
- медали.

## Сочинения
- Покровский Г. Ф. В тылу врага. // На земле, в небесах и на море: Сборник воспоминаний. Выпуск одиннадцатый /Сост. В. М. Уколов. — М.: Воениздат, 1989. — 448 с. — (Рассказывают фронтовики).
- Покровский Г. Ф. Незабываемые встречи. // Военно-исторический журнал. — 1986. — № 5. — С.75-82.